# آیکتن
آیکتن (به انگلیسی: Aikton) یک روستا و محله مدنی در بریتانیا است که در الیردال واقع شده‌است. آیکتن ۴۶۷ نفر جمعیت دارد.